# Ethel Johnson
Ethel Blanche Hairston (de soltera Wingo; Decatur, Georgia, 14 de mayo de 1935-Columbus, Ohio, 14 de septiembre de 2018), conocida como Ethel Johnson, fue una luchadora profesional estadounidense. Debutó cuando tenía 16 años de edad, convirtiéndose en la primera campeona femenina afroamericana. Siendo una luchadora face (técnica), era presentada como «la mayor atracción en golpear a la lucha libre femenina desde que comenzó la lucha libre femenina».

## Primeros años
Ethel Blanche Wingo nació el 14 de mayo de 1935 en Decatur, Georgia, siendo hija de Gladys Chase y Clifford Wingo, y hermana de Betty (conocida profesionalmente como Babs Wingo) y Marva (conocida profesionalmente como Marva Scott).

## Carrera
Comenzó su entrenamiento después de que su hermana Babs Wingo, la primera mujer afroamericana en ser pionera en la lucha libre profesional, firmara un contrato con el promotor Billy Wolfe en la década de 1950. Su hermana menor, Marva Scott, se uniría más tarde al mismo deporte. En 1952, Johnson, junto a sus hermanas, participó en tres combates, incluido un encuentro por equipos en un evento principal durante un show de lucha libre realizado en Baltimore, Maryland, que atrajo un récord de 3.611 aficionados. Para 1954, Johnson y Wingo recibieron la mejor espectación posible junto a Gorgeous George, luego de atraer a 9000 fanáticos al presentarse en el Auditorio Municipal de Kansas City, Missouri. Durante su gira por América Latina, trabajó con el nombre de Rita Valdez.
Era conocida por su atletismo, siendo una de las primeras luchadoras en realizar un standing dropkick en sus combates, además de incluir una nueva variación de las flying headscissors.
Durante su tiempo en la lucha libre, Johnson se enfrentó a luchadoras populares de su época como June Byers y Penny Banner, e incluso retó a Mildred Burke a una lucha por el Campeonato Mundial Femenil de la NWA, cuya presea ostentaba en aquél entonces. Su gran popularidad llamaría la atención de Stu Hart, por lo que  comenzó a trabajar para Big Time Wrestling, una promoción de la que Hart era dueño, y también luchó para Capitol Wrestling Corporation, cuyó propietario era Vincent J. McMahon. En sus últimos años de carrera, se presentó en la American Wrestling Association, donde tuvo su último combate en 1976, mismo en el que combatió contra Marva Scott, su hermana menor.

## Vida personal y muerte
Usó su nombre artístico para diferenciarse de su hermana Betty, quien se convirtió en luchadora profesional casi al mismo tiempo. A menudo luchaban entre ellas, por lo que muchos de sus fanáticos no sabían que eran familiares. Johnson llegó a comentar que luchar en el Madison Square Garden era el sueño de todas las luchadoras de su era, pero la lucha libre femenina en Nueva York se encontraba prohibida durante los mejores años de este deporte. Se retiró en 1977 sin haber podido pelear en ese lugar.
El 14 de septiembre de 2018, falleció a los 83 años de edad en Columbus, Ohio, a causa de una enfermedad cardiovascular.

## Filmografía
| Año  | Título                                                                         | Papel      | Notas      |
| ---- | ------------------------------------------------------------------------------ | ---------- | ---------- |
| 2016 | Lady Wrestler: The Amazing, Untold Story of African American Women in the Ring | Ella misma | Documental |

## Campeonatos y logros
- Independientes
  - Colored Women's World Championship (3 veces)[10]
  - Ohio Women's Tag Team Championship (1 vez) – con Marva Scott[11]
  - Texas Colored Women's Championship (2 veces)[12]
- National Wrestling Alliance
  - NWA World Women's Tag Team Championship (1 vez) – con June Byers[13]
- Women’s Wrestling Hall of Fame
  - Clase 2023[14]
- WWE
  - WWE Hall of Fame legacy inductee (Clase 2021)